# 美國汽車協會
美国汽车协会(American Automobile Association，簡稱AAA）是一家美國和加拿大私营非營利組織和服务组织 。AAA为其成员提供路边援助和其他服务。其总部位于美國佛罗里达州希思罗。

## 外部連結
- 官方網站 （页面存档备份，存于）